# Resolução 137 do Conselho de Segurança das Nações Unidas
Resolução 137 do Conselho de Segurança das Nações Unidas, foi aprovada em 31 de maio de 1960, notou com pesar a morte do juiz Sir Hersch Lauterpacht em 8 de maio de 1960. O Conselho decidiu, então, que, de acordo com o Estatuto do Tribunal a vaga resultante no Tribunal Internacional de Justiça seria resolvido por uma eleição na Assembleia Geral que terá lugar durante a décima quinta sessão daquele órgão.
Foi aprovada sem votação.